# 1904 en droit
Cet article présente les faits marquants de l'année 1904 en droit.

## Événements

### Mars
- 14 mars : première mesure contre les trusts de l’administration Roosevelt : la Northern Securities Co. est dissoute au nom de la loi Sherman.

### Juillet
- 24 juillet, Afrique : création d’une commission internationale pour enquêter sur les pratiques utilisées dans la production du caoutchouc (politique des mains coupées, prises d’otages…).

### Août
- 10 août  : Masai Agreement. Établissement de réserves pour les Masaïs au Kenya. Les promesses faites aux Masaïs ne seront pas tenues (libre accès aux points d’eau, contiguïté ou moyen de communication permanent entre les réserves).

### Octobre
- 18 octobre : décret instituant la colonie du haut Sénégal-Niger, comprenant le territoire militaire de Zinder.

### Décembre
- 6 décembre : « Corollaire Roosevelt ». Devant le Congrès, Roosevelt complète la doctrine de Monroe. Les États-Unis s’arrogent le droit d’intervenir sur tout le continent américain en cas de troubles locaux ou d'ingérence de nations étrangères. Les États-Unis seraient prêts à assumer le rôle d'une police internationale. Le président Roosevelt utilise l'image du « gros bâton ». (big stick) pour décrire cette nouvelle politique. Le corollaire sera abrogé en 1923.